# Smrtící nenávist 2
Smrtící nenávist 2 (stylizováno jako Smrtící nenávi2t, v anglickém originále The Grudge 2) je japonsko-americký filmový horor z roku 2006, který natočil režisér Takaši Šimizu podle scénáře Stephena Susca. Snímek navazuje na film Nenávist (2004) od stejných autorů. V hlavních rolích se představili Amber Tamblyn, Arielle Kebbel, Jennifer Beals, Edison Chen, Sarah Roemer a Sarah Michelle Gellar. Děj snímku je vyprávěn nelineárně a zahrnuje tři propojené dějové linie ohledně kletby z jednoho rodinného domu v Tokiu. První z nich se věnuje pátrání mladé Aubrey v Tokiu po tom, co se událo její sestře, další pak události, které se stanou středoškolačce Allison poté, co se spolužačkami navštíví v Tokiu opuštěný dům, a poslední okolnostem úkazů v domě v Chicagu, kterých si všímá malý Jake. Jedná se o druhý film ze série, následován byl snímky Smrtící nenávist 3 (2009) a Nenávist (2020).

## Příběh
Poznámka: Děj filmu je popsán chronologicky podle skutečného pořadí událostí, samotná narace ve filmu je ale nelineární. Tři hlavní příběhové oblouky se odehrávají v letech 2004 a 2006. Premisa filmu uvádí, že když někdo zemře v záchvatu extrémního vzteku, zrodí se v místě úmrtí této osoby kletba. Lidé, kteří se s touto nadpřirozenou silou setkají, umírají a kletba se opakovaně rodí a přechází z oběti na oběť v nekonečném a neustále se zvětšujícím řetězci hrůzy.
V roce 2004 se americká studentka a sociální pracovnice Karen Davisová pokusila v Tokiu zapálit dům rodiny Saikiových (v originále Saeki), aby zastavila kletbu. Požár domu však nepomohl a duch Kajako ji začal pronásledovat i v nemocnici, kam byla převezena (viz filmu Nenávist). Karenina mladší sestra Aubrey se pro ni z USA vydá do Japonska, disponuje ale pouze kusou zprávou, že Karen podpálila dům a její přítel zemřel. V Tokiu se Aubrey snaží komunikovat s nemocničním personálem, v čemž jí pomáhá investigativní novinář Eason. Aubrey krátce promluví s Karen, která ale kvůli Kajako zpanikaří a lékaři ji musí nechat připoutat k posteli. Karen z postele unikne, avšak po nemocnici ji honí duch Kajako, který ji před zraky Aubrey a Easona zabije. Eason vysvětlí zdrcené Aubrey kletbu a prozradí jí, že právě on při požáru domu zachránil Karen a následně pak prošetřoval případ rodiny Saikiových a další události, které na něj navazovaly.
Společně oba zamíří k vyhořelému domu, do samotné stavby se ale pro Kajakin deník vydá pouze Eason. Duch Tošia, malého Kajakina syna, však přesto zatáhne Aubrey dovnitř, aby ji proklel. Eason odnese deník svému známému, který mu vysvětlí, že Kajakina matka byla itako, tedy médium, které z lidí vymítá zlé duchy, jimiž krmila svou dceru. Eason a Aubrey si proto naplánují návštěvu Kajakiny matky. Když Eason vyvolává fotografie domu Saikiových, které pořídil, Kajako se vynoří z fotografie a zabije ho. Aubrey se proto sama vydá do odlehlého venkovského domu Kajakiny matky. Ta ji varuje, že kletbu nelze zastavit, a její dcera ji poté zabije. Aubrey se odváží do domu Saikiových, ve kterém sleduje Karenin obraz, který ji vede. Setká se s duchem Kajakina muže Takea, který jí ukáže onu noc, kdy zjistil údajnou manželčinu nevěru, a poté zlomí Aubrey vaz.
V roce 2006 se středoškolačky Allison Flemingová, Vanessa Cassidyová a Mijuki Nazawaová odváží proniknout do opuštěného domu rodiny Saikiových. Allison je zamčena ve skříni, kde se setká s duchem Aubrey, ale všechny dívky dokážou utéct. Mijuki a Vanessa jsou však zanedlouho pohlceny kletbou, takže vyděšená Allison promluví o kletbě se školní psycholožkou Daleovou. Ta existenci kletby popře, prozradí, že i ona v domě byla, a odhalí, že sama je ve skutečnosti duchem. Allison pronásledují duchové jejích kamarádek, takže psychicky zhroucená nakonec odjede zpět do Chicaga za rodiči.
Kimbleovi se přestěhují do starého bytového domu v Chicagu. Malého Jakea ale znepokojují zvláštní úkazy v domě, které mají spojitost s podivnou osobou v kapuci ze sousedního bytu, jež zakrývá okna svého pokoje novinami. Jakeův otec Bill a nevlastní matka Trish jsou postupně ovlivněni kletbou; Bill obviní svou ženu z nevěry a ona ho umlátí pánví. Jake se se svou sestrou Lacey vrátí domů ze školy, kde však zjistí, že jejich rodiče jsou mrtví. Narazí na osobu v kapuci, o níž se ukáže, že je to Allison, která mu vysvětlí, že ji kletba pronásledovala i z Tokia do Chicaga. V Allisonině kapuci se následně objeví Kajako. Ta dívku pohltí a poté napadne i Jakea.

## Obsazení
- Amber Tamblyn (český dabing: Kateřina Velebová) jako Aubrey Davisová
- Arielle Kebbel (český dabing: Klára Jandová) jako Allison Flemingová
- Jennifer Beals (český dabing: Martina Hudečková) jako Trish Kimbleová
- Edison Chen (český dabing: Libor Bouček) jako Eason
- Christopher Cousins (český dabing: Pavel Šrom) jako Bill Kimble
- Teresa Palmer (český dabing: René Slováčková) jako Vanessa Cassidyová
- Misako Uno (český dabing: Tereza Chudobová) jako Mijuki Nazawaová
- Joanna Cassidy (český dabing: Zuzana Schulzová) jako paní Davisová
- Sarah Roemer (český dabing: Tereza Chudobová) jako Lacey Kimbleová
- Matthew Knight (český dabing: Jan Rimbala) jako Jake Kimble
- Takako Fudži jako Kajako Saikiová (v originále Kayako Saeki)
- Shaun Sipos (český dabing: Libor Bouček) jako Michael
- Jenna Dewan (český dabing: Klára Jandová) jako Sally
- Sarah Michelle Gellar (český dabing: Martina Hudečková) jako Karen Davisová

## Produkce
Již několik dní po komerčně úspěšném uvedení filmu Nenávist do amerických kin oznámili koncem října 2004 jeho producenti, že byla zahájena příprava jeho pokračování. Scenáristou snímku Smrtící nenávist 2 se znovu stal Stephen Susco, režijní vedení bylo posléze opět svěřeno Takašimu Šimizuovi. Oproti prvnímu dílu, který byl v podstatě remakem Šimizuova japonského filmu Nenávist z roku 2002, vytvořil Susco pro Smrtící nenávist 2 nový příběh, který nemá předobraz v sequelu japonského originálu, nicméně obsahuje prvky z japonské Nenávisti, které nebyly použity v remaku. V prosinci 2005 bylo oznámeno, že ve své roli Karen z prvního filmu se vrátí Sarah Michelle Gellar. Během ledna 2006 byly do hlavních rolích obsazeny Amber Tamblyn, Arielle Kebbel a Teresa Palmer, v únoru 2006 získala roli také Jennifer Beals. V roli malého Tošia se nově představil Óga Tanaka, protože jeho předchozí herec Júja Ozeki od prvního filmu příliš vyrostl, zatímco Tošiovy rodiče opětovně ztvárnili Takahaši Macujama a Takako Fudži.
Natáčení filmu s rozpočtem 20 milionů dolarů začalo v polovině února 2006 a probíhalo v Tokiu v ateliérech Toho Studios a v městských exteriérech do přelomu dubna a května 2006. Režisér Šimizu pracoval na snímku výhradně s japonským filmovým štábem. V srpnu 2006 byly v ateliérech v Chicagu realizovány přetáčky.
Hudbu k filmu složil Christopher Young.

### České znění
České znění filmu vyrobila Tvůrčí skupina Josefa Petráska v roce 2007. V překladu Zbyňka Skřivánka ho režíroval Jiří Kvasnička.

## Vydání
Slavnostní premiéra filmu Smrtící nenávist 2 proběhla 8. října 2005 v zábavním parku Knott's Berry Farm v kalifornském městě Buena Park. Do amerických kin byl snímek uveden 13. října 2006, stejně jako v Litvě a Lotyšsku, již o den dříve jej diváci mohli zhlédnout v Brazílii. Postupné uvádění do kin pokračovalo v dalších zemích až do února 2007. V Česku měl film premiéru 18. ledna 2007. Od března 2007 byl ještě uveden v několika zemích, jako poslední se jej dočkali diváci v Japonsku, kde byl do kin uveden 11. srpna 2007.
V únoru 2007 vyšel film na DVD ve standardní kinoverzi i v unrated verzi, která je o šest minut delší, neboť obsahuje navíc několik násilných scén, jež byly pro kinodistribuci vystřiženy. V březnu 2010 byl snímek ve Francii poprvé vydán na BD, a to v unrated verzi. Lokalizovaná verze na DVD byla v Česku vydána v červenci 2007.

## Přijetí

### Tržby
V Severní Americe, kde byl promítán v 3214 kinech, utržil snímek 39,1 milionu dolarů, v ostatních zemích dalších 31,6 milionu dolarů. Celosvětové tržby tak dosáhly 70,7 milionu dolarů. Během úvodního víkendu utržil v Severní Americe přes 20 milionů dolarů.
V České republice byl film uveden distribuční společností SPI a s celkovou návštěvností 11 814 diváků utržil celkem 1,2 milionu korun.

### Filmová kritika
Server Rotten Tomatoes udělil snímku známku 3,6/10, a to na základě vyhodnocení 77 recenzí (z toho 9 jich bylo spokojených, tj. 12 %). V konsenzuální kritice uvádí, že toto „pokleslé pokračování dává ještě menší smysl“ než první Nenávist. Od serveru Metacritic získal film, podle 16 recenzí, celkem 33 ze 100 bodů.

## Související díla
Díky úspěchu filmu Smrtící nenávist 2 vznikly navazující filmy Smrtící nenávist 3 (2009) a Nenávist (2020).